# جيب رانجلر
جيب رانجلر (بالإنجليزية: Jeep Wrangler) هي سيارة تنتجها شركة جيب.
تعتبر رانجلر من ضمن السيارات ذات فئة الستة سلندرات وخاصية الدفع الرباعي في الوقت ذاته بالإضافة إلي قدرة قائد السيارة على تحديد استخدام السحب الأمامي أو الدفع الخلفي أيضاً. 